# Engelové z Engelsflussu
Engelové z Engelsflussu byl český šlechtický rod původem z Německa. Původně obchodnická rodina z Maastrichtu přesídlila za třicetileté války do Prahy a zbohatla výrobou koženého zboží pro armádu. V roce 1651 byli povýšeni do šlechtického stavu, v roce 1667 získali titul svobodných pánů a kromě nemovitostí v Praze vlastnili i řadu statků poblíž Prahy a v západních Čechách. Jejich hlavním sídlem byl Mníšek pod Brdy, kde nechali postavit zámek a zasloužili se o rozvoj městečka v 17.–18. století. Rod vymřel v roce 1743.

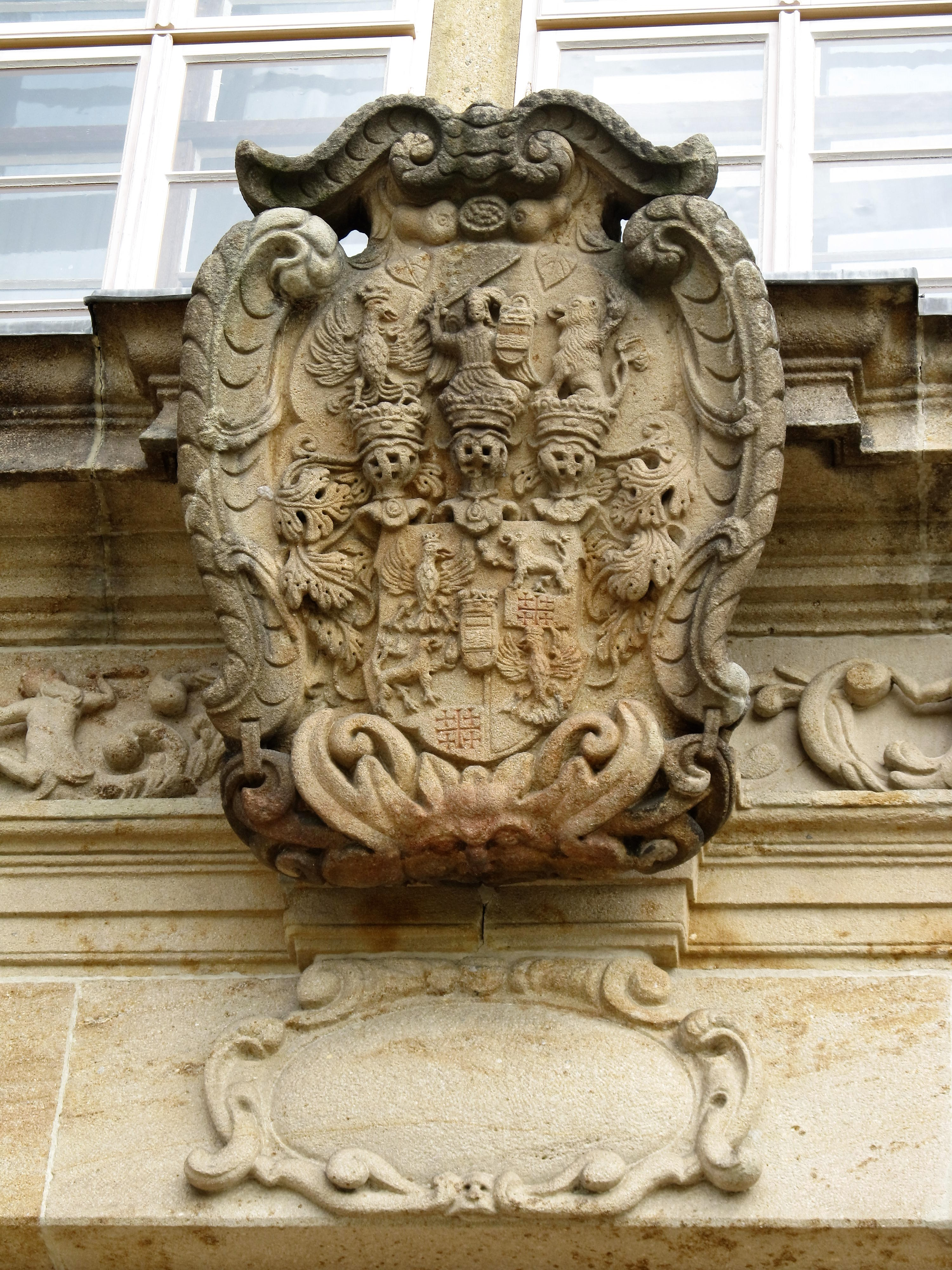
Erb Engelů z Engelsflussu na zámku v Mníšku pod Brdy

## Dějiny rodu
Zakladatelem vzestupu rodiny byl Servác Engel (1580–1658), který pocházel z Maastrichtu. Převzal tradiční rodinnou živnost výroby koženého zboží a zbohatl na počátku třicetileté války dodávkami pro armádu Albrechta z Valdštejna. V roce 1630 přesídlil s rodinou do Prahy, kde koupil dům U Zlatého hroznu. Jako podnikavý obchodník podle některých zdrojů dodával obuv a sedla i pro nepřátelskou švédskou armádu a zařadil se mezi nejbohatší pražské měšťany. Při švédském obléhání Prahy se aktivně zapojil do obrany města a utrpěl při tom újmu na majetku, načež byl v roce 1651 povýšen do šlechtického stavu s predikátem z Engelsflussu.

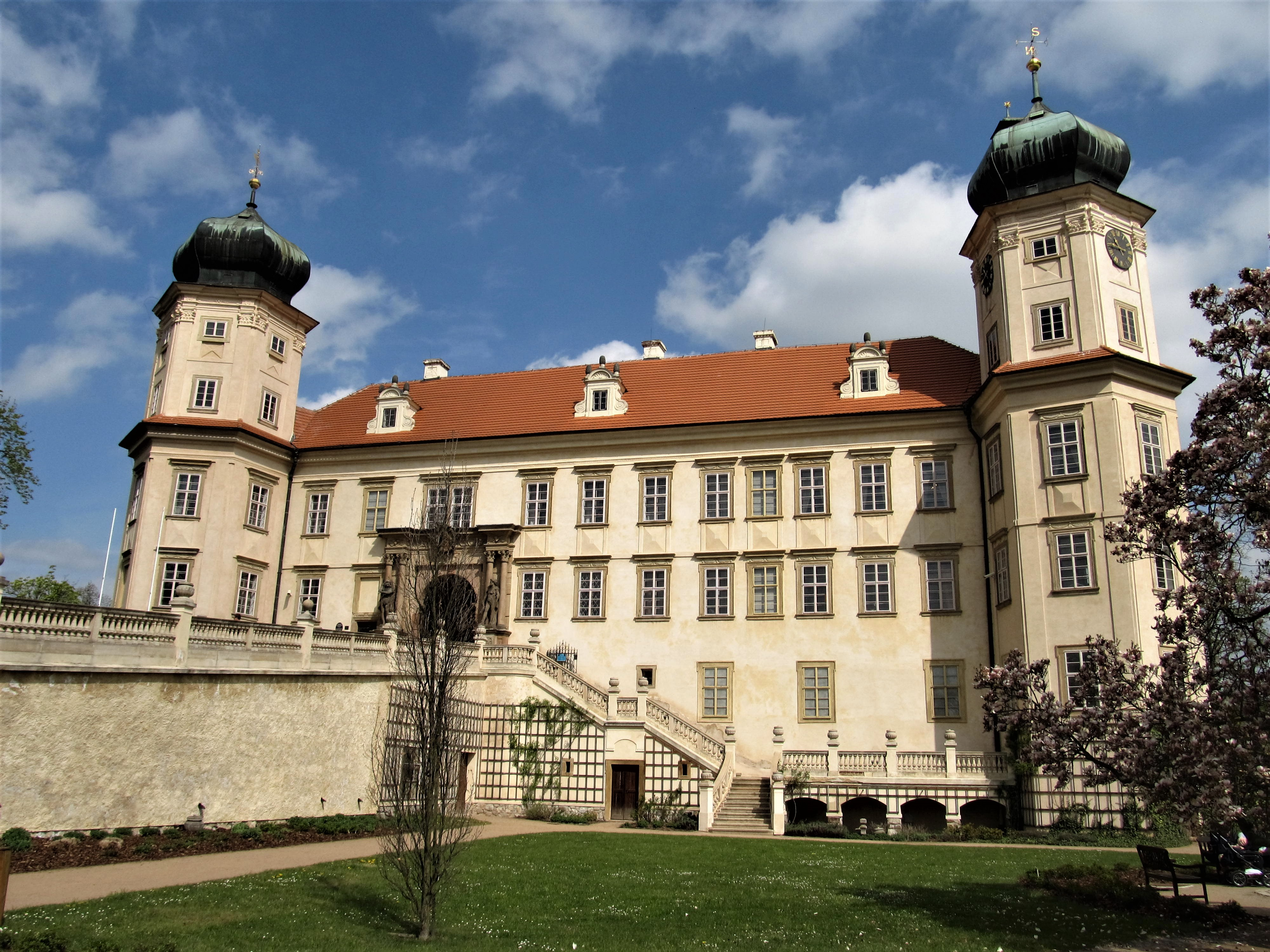
Zámek Mníšek pod Brdy, hlavní sídlo Engelů v letech 1655–1743

Jeho syn Servác (1609–1674) pokračoval v úspěšné výrobě koženého zboží, na niž získal monopol pro celou habsburskou monarchii (1654) a mohl si tak dovolit koupit statky na venkově. V roce 1655 koupil za 50 000 zlatých panství Mníšek pod Brdy, k němuž pak připojil další menší statky (Čisovice, Korkyně), v roce 1673 na Plzeňsku získal za 61 000 zlatých panství Nebílovy, kromě toho vlastnil několik domů v Praze. V Mníšku nechal postavit zámek (1656–1672), kam přesídlil krátce před smrtí. V roce 1658 byl povýšen na rytíře a v roce 1667 dovršil rodový vzestup titulem říšských svobodných pánů. Byl dvakrát ženatý, jeho druhou manželkou byla Alžběta Turková, dcera pražského primátora Mikuláše Turka ze Šturmfeldu, v dalších generacích se Engelové sňatky spříznili se starobylou českou šlechtou (Vratislavové z Mitrovic, Kokořovcové z Kokořova, Příchovští z Příchovic, Chlumčanští z Přestavlk).
Servác měl z obou manželství čtyři syny, hlavním dědicem fideikomisu Mníšek pod Brdy byl nejstarší Servác Ignác (1651–1704), další synové zdědili menší statky a nemovitosti v Praze. Arnold Alois (1663–1703) byl radou apelačního soudu a zdědil Nebílovy, které v roce 1685 prodal, poté koupil menší statek Štědřík u Prahy. Nejmladší z bratrů Bernard Stanislav (1663–1725) krátce držel Klecany u Prahy s nedokončeným zámkem (1683–1691).

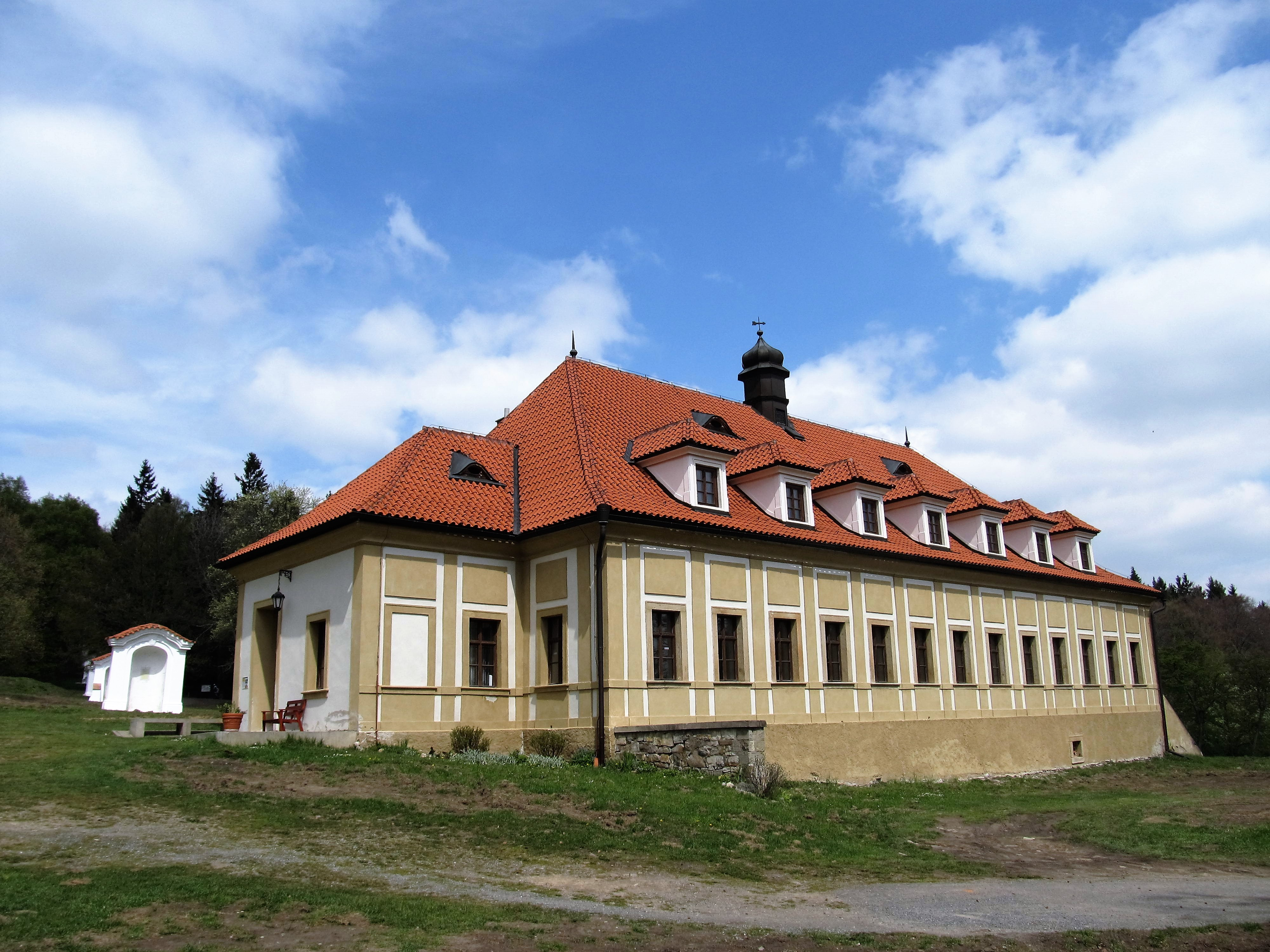
Poutní areál Skalka u Mníšku

Pokračovatelem rodu byl Servácův nejstarší syn Servác Ignác (1651–1704), který byl císařským radou a hejtmanem berounského kraje. Majetek rozšířil přikoupením Těnovic (1675), které vzápětí vyměnil s bratrem Janem Františkem (1653–1699) za pozemky v okolí Mníšku. Proslul především jako horlivý mecenáš katolické církve a po morové epidemii v roce 1680 nechal nad Mníškem vybudovat poutní areál na Skalce za účasti Kryštofa Dientzenhofera, finančně dotoval také výzdobu chrámu sv. Mikuláše a kostela sv. Salvátora, kde se nacházela rodinná hrobka.
Po smrti bezdětného Serváce Ignáce zdědil hlavní část rodového majetku jeho synovec Ignác Rudolf Karel (1682–1743), který již v roce 1699 po otci Janu Františkovi zdědil Těnovice (prodány 1718), krátce pak vlastnil Lužany jižně od Plzně (1721–1724). Byl přísedícím komorního soudu a stejně jako otec hejtmanem berounského kraje, střídavě pobýval v Praze a v Mníšku pod Brdy.

## Vymření Engelů a soudní spor o dědictví
Ignác Rudolf Karel měl z manželství s Annou Marií Příchovskou z Příchovic osm dětí, většina jich ale zemřela v dětství, v mladém věku nakonec zemřel i dědic Adam Karel (1716–1732). Nástupcem na Mníšku se měl stát Ignácův bratranec František Karel, který ale zemřel v roce 1741. Ignác Rudolf Karel tak nakonec zemřel v roce 1743 jako poslední mužský potomek rodu. Na základě jeho poslední vůle přešel Mníšek pod Brdy na synovce hraběte Ignáce z Unwerthu (1700–1771), další příbuzní byli odbyti jen drobnými odkazy. Značnou část majetku zahrnující nemovitosti v Praze, hospodářské dvory na venkově a vysokou finanční hotovost měl zdědit nejvyšší purkrabí hrabě Jan Arnošt Schaffgotsch, který s Engely vůbec nebyl spřízněn. Tento odkaz údajně souvisel s tím, že Schaffgotsch ze své pozice nejvyššího představitele státní správy zabránil vyšetřování Ignáce Karla v souvislosti s holdováním Karlu Albrechtovi, který v roce 1741 obsadil Prahu, písemně to ale není doloženo. Část závěti ve prospěch hraběte Schaffgotsche napadli Engelovi příbuzní u zemského soudu a závěť byla v roce 1747 prohlášena za neplatnou. Schaffgotsch sice téhož roku zemřel, ale soudní spor pokračoval až do roku 1755, kdy bylo rozhodnuto ve prospěch Engelových příbuzných a Schaffgotschovi dědicové se svých nároků museli vzdát.

## Erb
Erb byl Engelům udělen v roce 1651 při povýšení do šlechtického stavu, později byl upraven s povýšením mezi rytíře (1658), konečná podoba pochází z roku 1667 s udělením stavu svobodných pánů. Erb tvoří čtvrcený štít, v jeho prvním a čtvrtém zlatém poli je černá korunovaná orlice hledící ke středu, druhé a třetí pole je děleno stříbrno-černě, v černé části je zlatý lev s hořícím granátem. Starší verze erbu z roku 1658 s dřevěným mostem přes řeku odkazovala na zásluhy Engelů v době švédského obléhání Prahy. Erb Engelů je zachován na vstupním portálu zámku v Mníšku nebo na zvonu Václav v kostele sv. Václava v Mníšku.

## Majetek Engelů v Čechách
- Klecany (1683–1691)
- Lužany (1721–1724)
- Mníšek pod Brdy (1655–1743)
- Nebílovy (1673–1685)
- Těnovice (1675–1718)